# ロスコフ生物学研究所

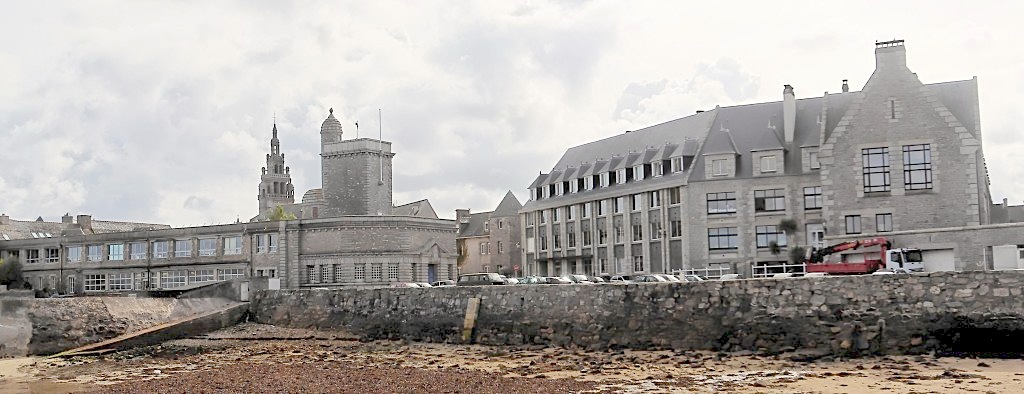
ロスコフ生物学研究所

ロスコフ生物学研究所（フランス語：La Station Biologique de Roscoff（SBR））は、海洋生物学や海洋生態学に関する研究・教育の中心施設である。1872年、アンリ・ド・ラカーズ・デュティエ（Henri de Lacaze-Duthiers）（1821-1901）により創設された。研究所はピエール・マリ・キュリー大学（fr）、フランス国立宇宙科学研究所（fr）、フランス国立科学研究センターに所属し、多くの研究者や学生を受け入れている。

## 概説
ロスコフ生物学研究所はフランスのブルターニュの北海岸に位置するロスコフに所在する。ロスコフは潮差の大きい海に面するため、研究所近辺の海では並外れた生物多様性が見られ、その生息場所の大部分は干潮時に近付くことができる。
研究所は1872年にパリ大学で動物学講座を担当する教授アンリ・ド・ラカーズ・デュティエにより創設された。1985年3月よりピエール・マリ・キュリー大学（fr）の内部校（École Interne）であり、1985年11月にフランス国立宇宙科学研究所（fr）の海洋観測所となった。また2001年1月よりフランス国立科学研究センター生命科学部門の研究連合組織（Fédération de recherche）である。
研究所の職員は、約200人の研究者と教員研究者（enseignants-chercheur）、技術者、博士課程学生で構成され、フランス国立科学研究センターにより承認された研究ユニットに組み込まれている。様々な研究チームが、生体高分子の微細構造や機能の研究から地球規模の海洋研究に至るまで、幅広い研究分野に取り組んでいる。特にゲノムアプローチに重点が置かれ、マリンゲノミクス・ヨーロッパ（Marine Genomics Europe）ネットワークが研究所により運営されている。
研究所には宿泊施設と教育設備が備えられ、動物学、藻類学、生態学、沿岸海洋学などの教育が行われている。これらの教育はピエール・マリ・キュリー大学（fr）の修士課程、ヨーロッパ留学制度のソクラテス計画（fr）の一環として行われている。
研究所は地域間ネットワークのBiogenouest（旧OUEST-genopole）を構成する一機関であり、「配列決定と質量分析法の生物学への適応（Séquençage et spectrométrie de masse appliquée à la Biologie）」技術プラットフォームを管理する。研究所は1960年から二ヶ国語の国際科学雑誌「カイエ・ド・ビオロジー・マリン（Cahiers de Biologie Marine）」を出版している。また研究所ではジャック・モノー・カンファレンスなど、国内や国際的な会議が年に12〜15回開催される。

## 歴史

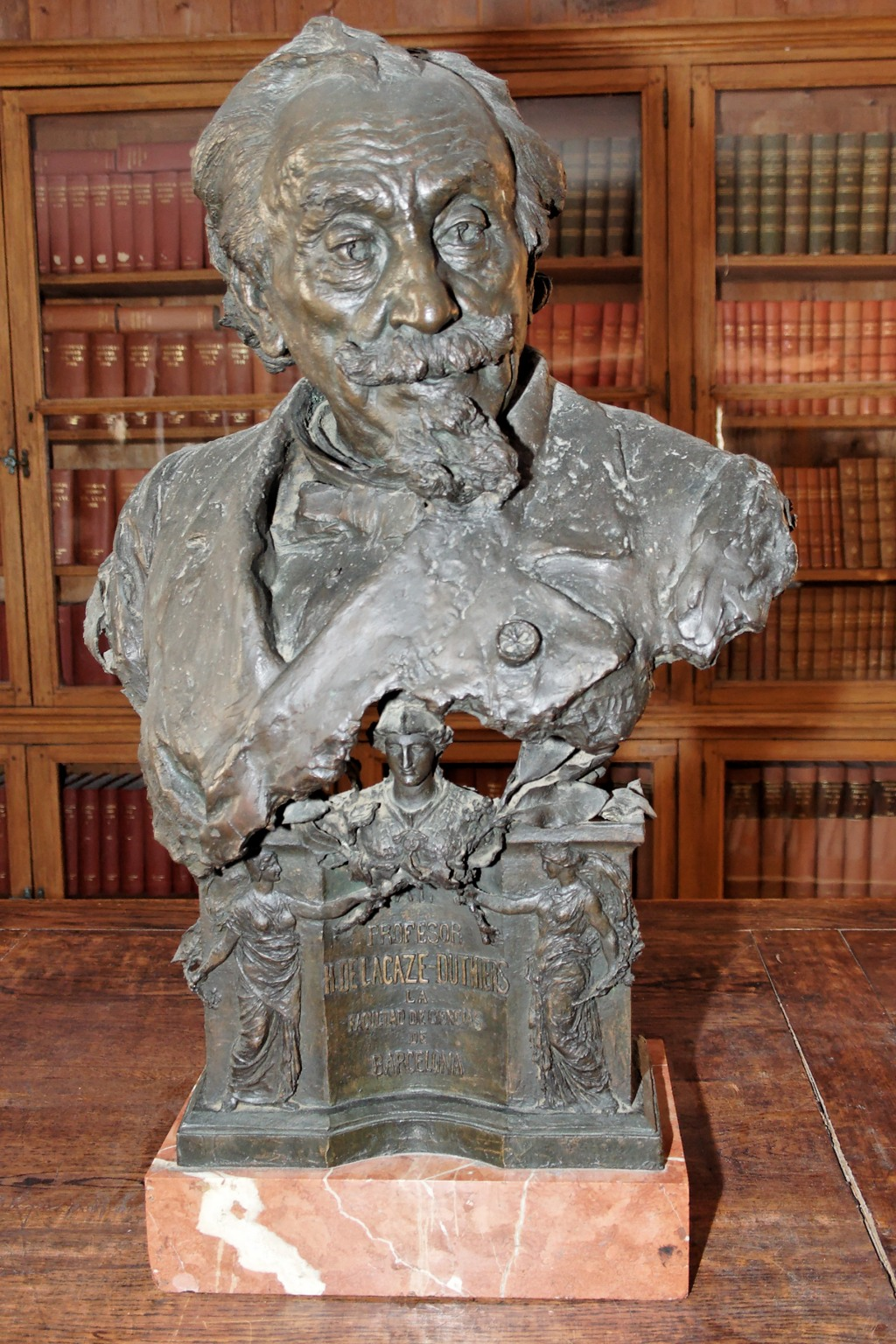
創設者アンリ・ド・ラカーズ・デュティエの胸像

- 1872年8月20日：パリ大学で比較解剖学と動物学講座を担当する教授アンリ・ド・ラカーズ・デュティエにより実験動物学研究室が創設された。1859年のコンカルノー、1872年のナポリに次ぐ3番目の海洋研究所であった。
- 1881年：養殖池の建設
- 1891年：ラカーズ・デュティエ研究室の北翼1階の建設
- 1906年：ラカーズ・デュティエ研究室の北翼2階の建設
- 1934年：所長邸の建設
- 1938年：シャルル・ペレーズ（fr）の水槽が建設され始める。水槽は1952年に公開された。
- 1954年：イヴ・ドラージュ（fr）棟の建設（西翼）
- 1958年：オテル・ド・フランスを購入。食堂、会議室、来訪者のための宿泊室を備える。
- 2006年：来訪者の収容能力を増やすため、ガルフ・ストリームの建物を購入。オテル・ド・フランスの食堂を移した。
- 2011年：研究所の受入れと教育・研究態勢を強化するため、マリンゲノミクス研究所を建設（バレ＝ランボ代理店）。

| 氏名                                    | 就任年 | 退任年 |
| --------------------------------------- | ------ | ------ |
| アンリ・ド・ラカーズ・デュティエ        | 1872   | 1901   |
| イヴ・ドラージュ（fr）                  | 1901   | 1920   |
| シャルル・ペレーズ（fr）                | 1921   | 1945   |
| ジョルジュ・テシエ（fr）                | 1945   | 1971   |
| Joseph Bergerard                        | 1971   | 1981   |
| 暫定（Louis Cabioch、ピエール・ゲリエ） | 1981   | 1982   |
| ピエール・ラセール                      | 1983   | 1993   |
| André Toulmond                          | 1993   | 2003   |
| Bernard Kloareg                         | 2004   | 現在   |

| 船名          | 期間       |
| ------------- | ---------- |
| デンタール号  | 19世紀末期 |
| カシャロ号    | 20世紀初頭 |
| プルテウス号  | 20世紀前半 |
| プルテウス2号 | 20世紀後半 |
| ミシス号      | 20世紀後半 |

## 写真ギャラリー

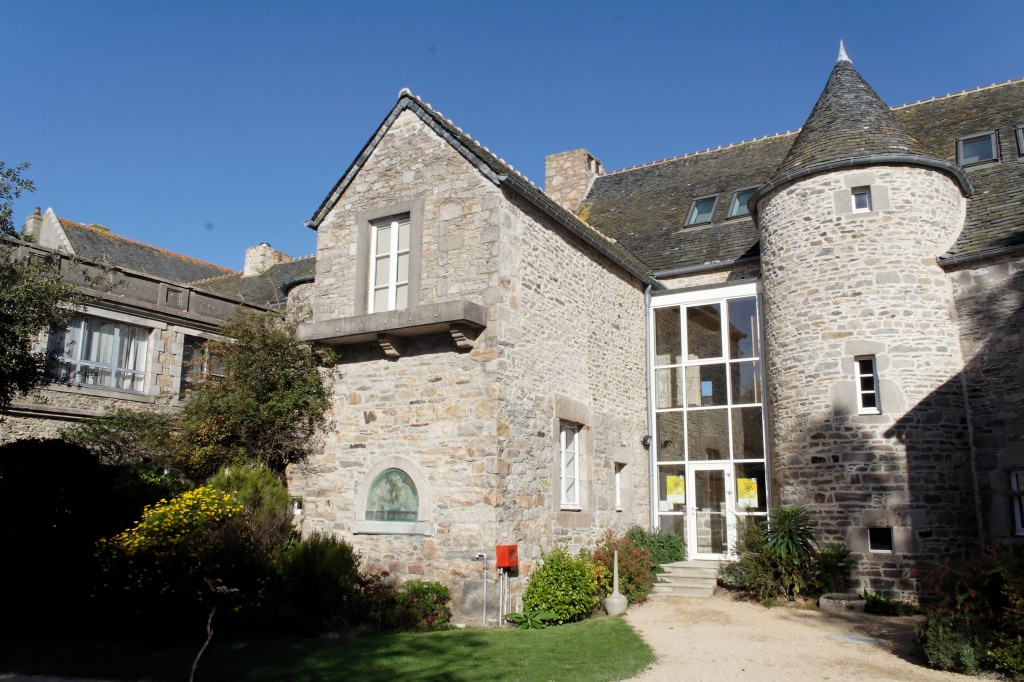
ラカーズ·デュティエ棟
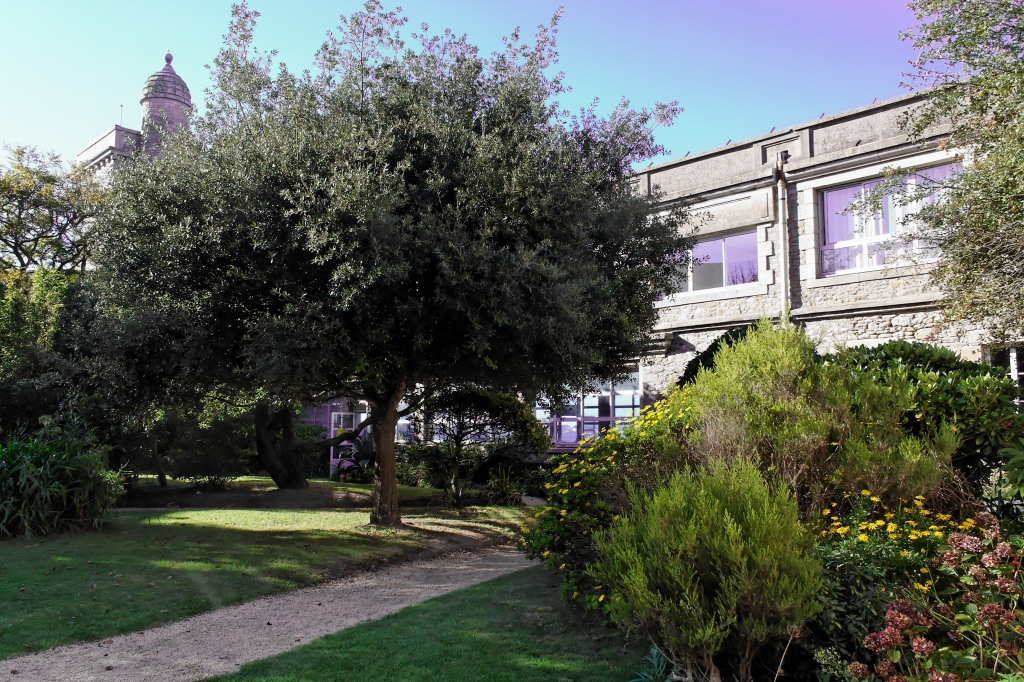
庭園
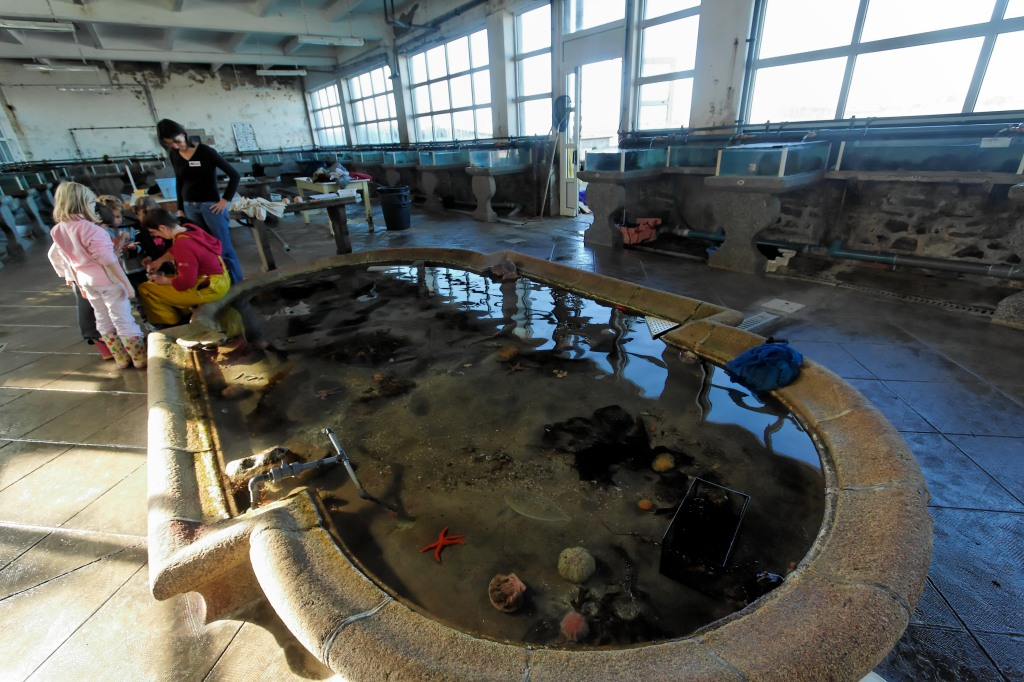
研究用水槽
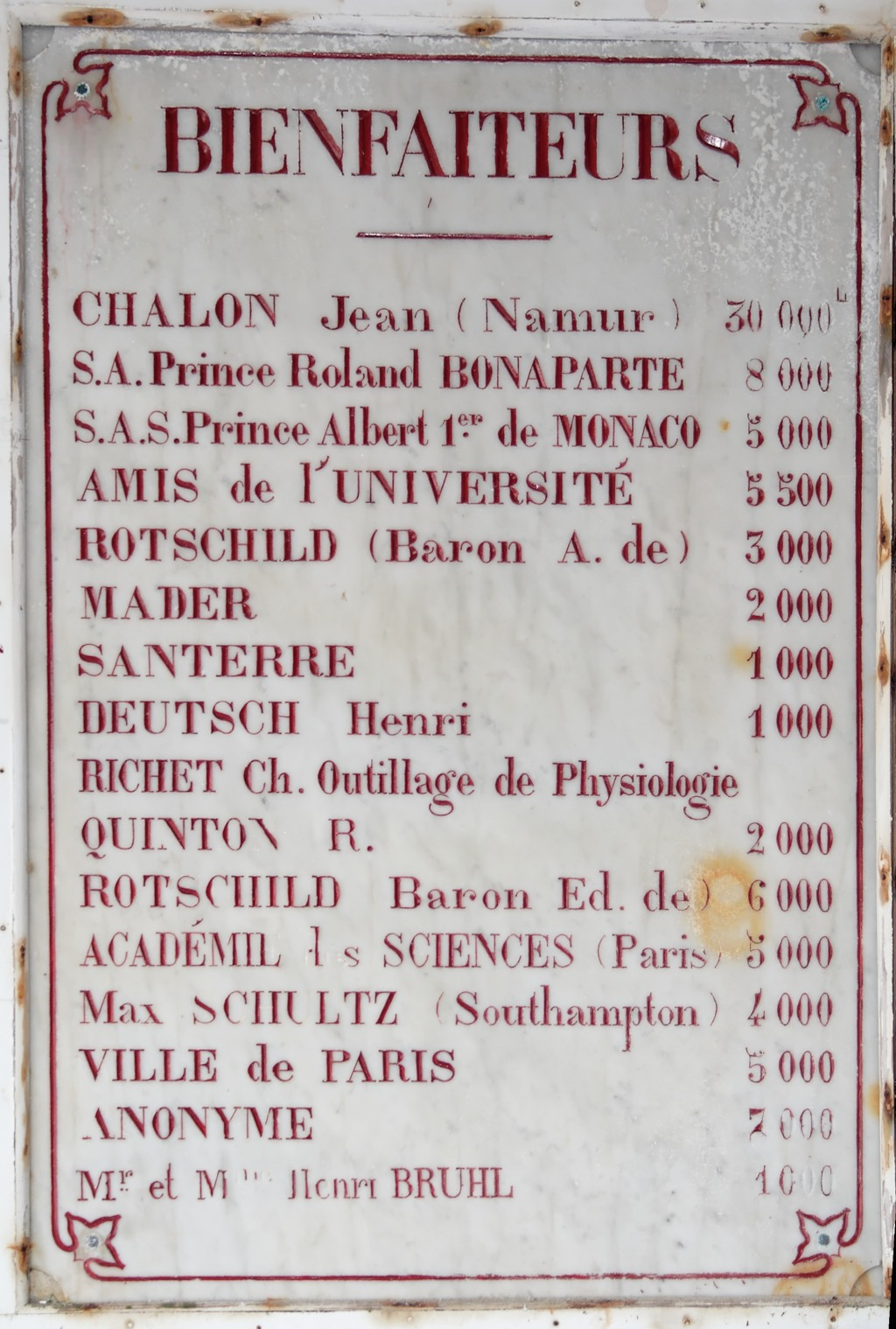
研究所の初期後援者
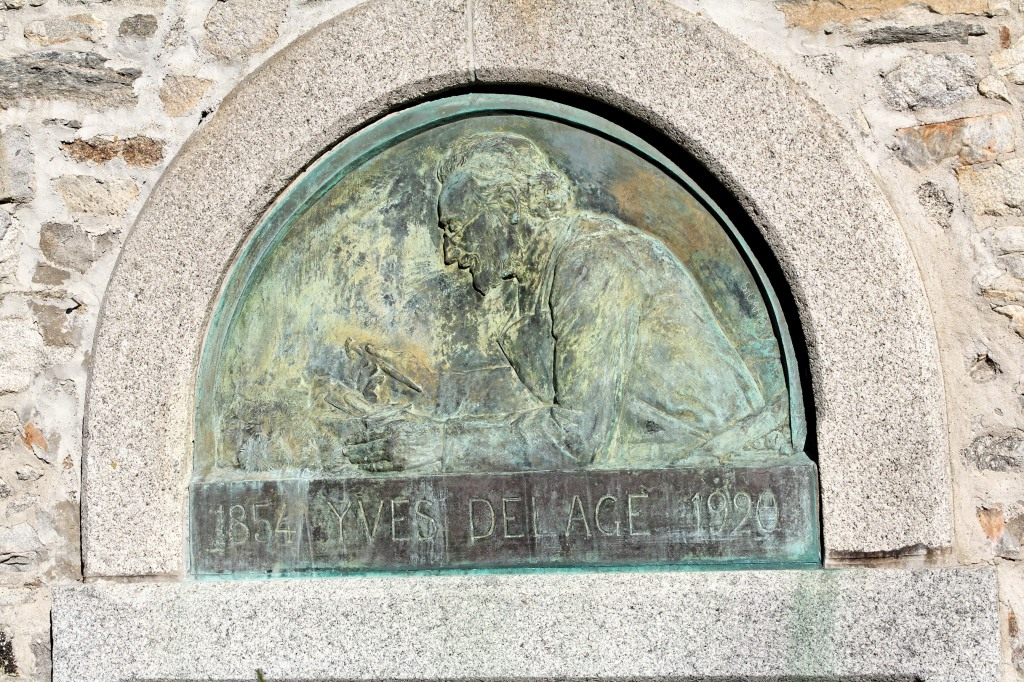
元所長イヴ・ドラージュの彫像